# DR Studios
DR Studios (também conhecida como Deep Red Games) é uma empresa desenvolvedora de jogos eletrônicos ou games com sede na cidade de Milton Keynes no Reino Unido. A empresa desenvolve basicamente jogos de estratégia como Tycoon City: New York.
A empresa for criada em 1998 por Kevin Buckner e Clive Robert.

## Jogos
- Tycoon City: New York
- Heart of Empire: Rome
- Beach Life
- Monopoly Tycoon
- Risk II
- SeaWorld Adventure Parks Tycoon
- SeaWorld Adventure Parks Tycoon 2
- Vegas: Make it Big
- Hospital Tycoon
- Terraria Mobile